# Pape Thiaw
Pape Thiaw (Dakar, 5 de febrer de 1981) és un futbolista senegalès, que ocupa la posició de davanter.
Va començar la seua carrera en equips francesos com el Saint-Étienne, el Delemont o l'Istres. Hi destacara al conjunt suís del Lausanne Sports. Hi retorna a la Ligue 1 per jugar amb el Racing d'Estrasburg (que el cedeix al Dínamo de Moscou) i al Metz.
El 2004 fitxa pel Deportivo Alavés. Romandria en altres equips de la competició espanyola, com el Lorca i l'Atlético Ciudad, ambdós de la regió murciana.